# Rob van Dam (stemacteur)
Rob van Dam (Groningen, 24 april 1954) is een Nederlands radiomaker en stemacteur. Van Dam is ook wel bekend als Marc Jacobs. Hij werd bekend als radiopresentator en door zijn voice-overs voor televisieprogramma's. Hij leende zijn stem uit aan verschillende televisieprogramma's van RTL Nederland en was radio- en tv-presentator bij RTV Noord. In 2014 ging hij met pensioen en is hij alleen nog te horen in jingles van Radio Noord. 

## Jeugd
Tussen 1973 en 1976 deed Van Dam zijn eerste radio-ervaring op bij de ziekenomroep van het Rooms-Katholieke ziekenhuis in Groningen, waar ook zijn moeder programma's presenteerde. Daarnaast was hij actief als dj in discotheek Blow Up in Groningen.
Een studie in de VS bracht hem in aanraking met universiteitsradiostation KUSD in Vermillion, waar hij een eigen programma presenteerde.

## Zeezender (1e periode)
25 juni 1976 presenteerde Van Dam zijn eerste programma, Ook goeiemorgen, rechtstreeks op Mi Amigo. Vanwege het feit dat meewerken aan zeezenders illegaal was, gebruikte Van Dam het pseudoniem Marc Jacobs, de naam van zijn opa. Van Dam vertelde later: "De allereerste keer dat ik het programma Ook goeiemorgen zou presenteren zijn Bart en ik om 5 uur opgestaan en heeft Bart het technische gedeelte van het eerste half uur voor zijn rekening genomen. Als ik heden ten dage het allereerste programma nog terug luister, dan hoor ik mijn stem nog beven".
Van Dam werd vooral bekend met zijn middagprogramma Baken 16 en de losse stijl waarmee hij presenteerde. Hij bleef tot eind 1977 op het zendschip. Samen met collega Jan de Hoop, bekend als Frank van der Mast, probeerde hij de eigenaar van Mi Amigo, Sylvain Tack, te doordringen van de slechte staat waarin het zendschip verkeerde. Toen dat op niets uitliep, besloten Van Dam en De Hoop het station te verlaten.

## Zeezender (2e periode)
Op 3 juli 1978 keerde Van Dam terug naar Mi Amigo. Naar eigen zeggen had hij "heimwee naar die schuit". Bij het plotselinge einde van de zeezender, op 20 oktober 1978 was het Van Dam die de laatste woorden sprak.
In 1979 presenteerde hij nog een tijd programma's voor de toen Nederlandstalige zeezender Caroline. Nog voor het einde van dit station, op 20 maart 1980, besloot Van Dam zijn radiocarrière voort te zetten aan land.

## Aan land
In 1980 begon Van Dam bij de radio van Radio Noord, waar hij diverse radioshows maakte, zoals de Ethermarkt, Goeiemorgen en verzoekplatenprogramma Plaat op verzoek, dat samen met het "Grunninger programma" in de tweede helft van de jaren 80 het populairste programma van Radio Noord was.
Hij stapte in 1989 over naar RTL-Véronique, waar hij, samen met Catherine Keyl, het gezicht werd van Véronique Ontbijtshow. In 1990 presenteerde hij samen met oud-zeezendercollega Jan de Hoop het RTL Nieuws. Dit bleef hij doen tot 1995. Ook presenteerde hij Film & Video en maakte hij radioprogramma's bij Happy RTL en RTL Rock Radio. Daarnaast viel hij soms in voor Hans van Willigenburg bij het programma Koffietijd. Alle programma's bij RTL presenteerde hij onder de naam Marc Jacobs. Zijn voice-overs waren onder meer te horen in Eigen Huis & Tuin en de Nederlandse uitzendingen van de Jacques-Yves Cousteau-documentaires.
Van Dam keerde in 1998 terug naar RTV Noord. Op de radio was hij bijvoorbeeld te horen in Sixties op zondag. Tussen mei 2008 en mei 2011 verzorgde hij het programma Bie Van Dam (Gronings voor "Bij Van Dam") met daarin alleen (pop)muziek uit de jaren zestig en zeventig, aangevuld met opnamen uit het archief van Radio Noord. Ook presenteerde hij het programma Dam Op, waarvoor hij wekelijks een dorp op het Groninger platteland bezocht en in het Gronings met de bewoners praatte.